# Micheline Bourday
Pour les articles homonymes, voir Bourday.
 (septembre 2017).
Si vous disposez d'ouvrages ou d'articles de référence ou si vous connaissez des sites web de qualité traitant du thème abordé ici, merci de compléter l'article en donnant les références utiles à sa vérifiabilité et en les liant à la section « Notes et références ».
Micheline Bourday, née Micheline Rouyat le 6 octobre 1921 dans le 17e arrondissement de Paris et morte le 26 novembre 1988 à Ville-d'Avray (Hauts-de-Seine), est une actrice française.

## Biographie
Micheline Yvonne Marie-Marcelle Rouyat naît à Paris en octobre 1921. Bien que parisienne, Micheline Bourday commence sa carrière sur la scène du Théâtre royal des Galeries à Bruxelles où les directeurs Lucien Fonson et Aimé Declercq l'avaient appelée, puis au Théâtre national et au Rideau de Bruxelles. Elle revient d'ailleurs très souvent en Belgique.
Dix ans plus tard, en 1969, elle retrouve Paris et se produit notamment à la Comédie des Champs-Élysées dans Cher Antoine, du répertoire baroque de Jean Anouilh.
Au théâtre, on lui doit aussi, entre autres, Les Caméléones, Le Clin d'œil, Les Autruches et Des phantasmes dans le caviar, ce dernier spectacle créé au Festival du Marais à Paris.
On la remarque en romancière compassée dans Le Pays bleu, chronique paysanne sensible due à Jean-Charles Tacchella et, surtout, comme l'épouse de l'adjudant Gerber, Michel Galabru, pour les deux derniers titres de la série des Gendarmes, succédant ainsi à Nicole Vervil qui s'était volontairement éloignée du septième art. Sa carrière se termine avec Andrzej Żuławski qui lui offre un petit rôle dans Mes nuits sont plus belles que vos jours librement inspiré du roman de Raphaële Billetdoux.
Quelques semaines plus tard, seule, malade, déprimée, Micheline Bourday décide de disparaître et met fin à ses jours.
Elle fut durant quatre ans l'épouse du chef décorateur Willy Holt, disparu en 2007.

## Filmographie
- 1954 : Si Versailles m'était conté... de Sacha Guitry
- 1974 : Nuits rouges de Georges Franju
- 1976 : Le Pays bleu de Jean-Charles Tacchella
- 1977 : Dis bonjour à la dame de Charles Gérard
- 1977 : On peut le dire sans se fâcher de Roger Coggio
- 1978 : Violette Nozière de Claude Chabrol (rôle coupé au montage)
- 1979 : Le Gendarme et les Extra-terrestres de Jean Girault
- 1980 : L'Avare de Jean Girault et Louis de Funès
- 1980 : La Boum de Claude Pinoteau
- 1981 : Croque la vie de Jean-Charles Tacchella
- 1982 : Le Gendarme et les Gendarmettes de Jean Girault et Tony Aboyantz
- 1984 : Les parents ne sont pas simples cette année de Marcel Jullian
- 1984 : Une Américaine à Paris (American Dreamer) de Rick Rosenthal
- 1984 : La Septième Cible de Claude Pinoteau
- 1985 : Tranches de vie de François Leterrier
- 1989 : Mes nuits sont plus belles que vos jours de Andrzej Zulawski
- 1989 : Mes meilleurs copains de Jean-Marie Poiré

### Télévision
- 1967 : Les Cinq Dernières Minutes : Finir en beauté de Claude Loursais
- 1973 : Les Coqs de minuit (minisérie, FR3), d'Édouard Logereau : Marthe
- 1975 : L'Homme sans visage de Georges Franju
- 1978 : Les Jeunes Filles de Lazare Iglesis

## Théâtre
- 1973 : La Valse des toréadors[2] de Jean Anouilh, sur une m.e.s de l'auteur et Roland Piétri, avec Sabine Azéma, comédie des Champs-Élysées : le Général (19 octobre), 198 représentations.
- 1979 : Les Femmes savantes de Molière, m.e.s. Jean Térensier, théâtre de la Renaissance
- 1980 : Frédéric Chopin de Mario Reinhard, m.e.s. Michel Bertay, théâtre de la Madeleine
- 1982 : La Pattemouille de Michel Lengliney, m.e.s. Jean-Claude Islert, théâtre de la Michodière
- 1985 : Comme de mal entendu de Peter Ustinov, m.e.s. Michel Bertay,   théâtre de la Madeleine